# Аншуков, Сергей Александрович
Сергей Аншуков (род. 17 октября 1961 года) — системный программист, участник таких проектов, как ОС ДЕМОС, cеть Релком, «Национальная служба новостей» (НСН), Национальная электронная библиотека (НЭБ) и других.
Обладатель премии Совета Министров СССР за «юниксизацию СССР» (1988 год)

## Деятельность
- 1982—1994 — ИАЭ им. И. В. Курчатова, оператор ЭВМ, лаборант, инженер-программист
- 1989—1992 — МНИОПК «Демос», программист
- 1992—1993 — АО «Релком», программист
- 1992—1994 — OOO «RelTeam», президент
- 1994—1996 — Cronyx, программист
- 1996—1998 — Национальная служба новостей, программист
- 1999—2002 — Национальная электронная библиотека, технический директор
- 2002—2005 — ООО «Интегрум» программист
- 2006—2007 — ООО «ИнфоСкан», технический директор
- 2007 — н.в. — OOO «RelTeam», программист

В 2009 году был участником «Объединенной конференция РИФ+КИБ», где в секции «Новый поиск» он и Валерий Бардин анонсировали проект «Гитика» — систему тематической категоризации текстов. В рамках развития проекта в феврале 2013 года С. Аншуков и В. Бардин получили российский патент № 2476927 «Способ позиционирования текстов в пространстве знаний на основе множества онтологий». В июле 2014 года С. Аншуков, В. Бардин, К. Чащин и С. Кордонский получили патент США № 8782051 «System and method for text categorization based on ontologies».